# Storia dell'impero dopo Marco Aurelio
La Storia dell'impero dopo Marco Aurelio (in greco antico: Τῆς μετὰ Μάρκον βασιλείας ἱστορίαι?, Tês metà Márkon basiléias historíai) di Erodiano è una raccolta in otto libri che copre il periodo che va dalla morte di Marco Aurelio nel 180. fino all'inizio del regno di Gordiano III nel 238.

## Struttura
La Storia tratta gli eventi politicamente più conflittuali nell'Impero romano, attraverso 58 anni della storia imperiale, in una lingua greca efficace ed elegante, esemplata su modelli attici.
Il primo libro descrive il regno di Commodo (180-192), il secondo analizza il susseguirsi degli eventi dell'anno dei cinque imperatori (193), il terzo tratta del regno di Settimio Severo (194-211), il quarto verte sui regni di Geta e Caracalla (211-217), il quinto parla delle vicende del regno di Eliogabalo (218-222), il sesto si occupa del regno di Alessandro Severo (222-235), il settimo di Massimino il Trace (235-238), e infine l'ottavo racconta l'anno dei sei imperatori (238) e l'ascesa di Gordiano III.
La data di realizzazione dell'opera è stata ampiamente dibattuta dagli storici; la teoria generalmente riconosciuta è che Erodiano la redasse verso la fine del regno di Filippo l'Arabo o all'inizio di quello di Decio (verso l'anno 250). 
Vi sono paralleli fra alcuni passi della Storia e la vita di Filippo l'Arabo, vista con favore dall'autore, il che è stato interpretato come un'intenzione di elogiare l'imperatore per guadagnarne la protezione. Ad esempio, viene trattato con favore Macrino –al contrario di quanto fece Cassio Dione–, che ascese al potere in modo simile a Filippo. Vi fu, inoltre, proprio durante il regno di Filippo, un'occasione per gli scrittori di guadagnare l'appoggio imperiale: i Giochi secolari del 248, durante quali si celebrava un millennio dalla fondazione di Roma. L'annuncio dei Giochi nel 247, allorquando Filippo tornò dalla campagna sul Danubio, fu probabilmente il motivo per il quale Erodiano terminò la sua opera precipitosamente: ne è un indice lo stile frettoloso degli ultimi libri di fronte all'eleganza retorica dei primi.
La teoria che vuole che Erodiano compose la Storia sotto Gordiano III è stata abbandonata dato che le critiche presenti nell'opera avrebbero reso la sua pubblicazione pericolosa.
Le frequenti spiegazioni degli usi e credenze romane ha fatto supporre che Erodiano avesse scritto per un pubblico orientale.
Erodiano si vanta di aver utilizzato principalmente fonti verbali, esperienze dirette e testimoni oculari, ma nell'opera sono a volte evidenti dei riferimenti a fonti letterarie, tra cui certamente la Storia romana di Cassio Dione. Egli è anche l'unico scrittore che informa dell'esistenza di un bandito di nome Materno verso la metà del terzo secolo, un raro caso in cui uno storico romano ha scritto di persone del popolo.

## Storia della critica
Erodiano è stato elogiato da più parti, ma anche parimenti criticato.
Il primo testo sulla Storia di Erodiano è dovuto al patriarca di Costantinopoli, Fozio, che nel IX secolo scrisse: "[Erodiano] non esagera con l'iperbole ne omette nulla di essenziale. In definitiva, fra tutte le virtù della storiografia, vi sono pochi uomini che gli sono superiori". Lo storico bizantino Zosimo lo usó come fonte, al pari di Giovanni di Antiochia per la sua Cronica. Lo storico tedesco Franz Altheim elogió, secoli più tardi, la visione lucida che Erodiano ebbe della sua epoca, mentre il grecista Friedrich August Wolf lo lodò per non aver ceduto a pregiudizi e superstizioni. Malgrado ciò, non tutti i giudizi su Erodiano sono positivi. Wolf scrisse che a Erodiano, nella Storia, mancava di capacità critica e se gli autori della Historia Augusta usarono Erodiano come fonte, ne censurarono anche la parzialità. Erodiano non fu neanche la principale fonte di Zosimo e Zonara usò gli scritti di Erodiano solamente dove Cassio Dione era lacunoso.
Si è rimproverato alla Storia dell'impero dopo Marco Aurelio la mancanza di accuratezza storica, che però studi recenti hanno rivalorizzato, ponendo lo scritto allo stesso livello della Storia romana di Cassio Dione malgrado gli errori emersi. Ad esempio, nel libro secondo, Erodiano dice che è sua intenzione presentare "una narrazione in ordine cronologico delle notizie più rimarchevoli " (II.15.7). Però, a volte, viene raccontato un gran numero di eventi in poche righe, come per la campagna di Caracalla degli anni 213 e 214 che si condensa in due brevi allusioni. Parimenti, in un solo riferimento all'inverno a Sirmium, vengono nominate tutte le battaglie di Massimino sul Reno e sul Danubio, dal 236 al 238. Erodiano dà troppe brevi o imprecise descrizioni geografiche in certi passi: confonde l'Arabia Scenitarum (in Mesopotamia) con l'Arabia Felix (III.9.3-9), l'odierna Penisola araba. Vi sono anche imprecisioni storiche o di genealogia: afferma che la battaglia di Isso fu lo scontro finale fra Alessandro Magno e Dario III, ma anche confonde il sovrano partico Vologase IV con Artabano IV (III 9,10). Malgrado gli errori e le omisisoni, Erodiano è riconosciuto come uno storico oggettivo e per aver dato una visione chiara degli eventi trattati.
Molto si sono confrontate le storie di Cassio Dione e di Erodiano, entrambi i quali presentano molti errori ed omissioni. Dione è riconosciuto come esperto quando la descrizione riguarda il Senato; mentre Erodiano supera Dione nella descrizione della reazione della gente di fronte agli eventi dell'epoca. Il lavoro di Dione non è sempre il più preciso dei due (presenta anche una leggera tendenza ad elogiare Settimio Severo) e non viene considerato come superiore al lavoro di Erodiano.

### Edizioni
- Ἡρῳδιανοῦ τῆς μετὰ Μάρκον βασιλείας ἱστοριῶν βιβλία ὀκτώ, Venetiis, in Aldi neacademia, 1503 (editio princeps).
- Ab excessu divi Marci libri octo ab Immanuele Bekkero recogniti, Lipsiae, sumptibus et typis B.G. Teubneri, 1855.
- Ab excessu divi Marci libri octo, Edidit Ludovicus Mendelssohn, Lipsiae, in aedibus B.G. Teubneri, 1883.
- Ab excessu divi Marci libri octo, Edidit Kurt Stavenhagen, Lipsiae, in aedibus B.G. Teubneri, 1922.
- Herodianus, Regnum post Marcum, ed. Carlo Martino Lucarini, Monachii et Lipsiae, K. G. Saur, 2005.

### Traduzioni
- (LA) Historiae de imperio post Marcum vel de suis temporibus liber primus [-octavus], ex Graeco translatus Angelo Politiano interprete, Romae, [sine typographo], die XX Iunii 1493.(EN)
- (IT)  Delle vite imperiali tradotte di greco per m. Lelio Carani, In Vinegia, appresso Gabriel Giolito de Ferrari e fratelli, 1551.
- (IT)  Istoria dell'Imperio dopo Marco libri VIII dal greco in italiano recati da Pietro Manzi, Roma, nella stamperia De Romanis, 1821. (Altra edizione: Milano, tipografia de' fratelli Sonzogno, 1823).
- (IT)  Storia dell'Impero Romano dopo Marco Aurelio, Testo e versione a cura di Filippo Cassola, Firenze, Sansoni, 1968. (Collana: «Classici della storia antica»)
- (IT) Storia dell'Impero Romano dopo Marco Aurelio, A cura di Filippo Cassola, Prefazione di Luciano Canfora, Torino, Einaudi, 2017 (Collana: «NUE», 17) [senza testo originale greco] ISBN 978-88-06-22746-3
- (EN) History of the Roman Empire from the Death of Marcus Aurelius to the Accession of Gordian III, translated from Greek by Edward C. Echols, Berkeley, University of California Press, 1961.
- (FR)  Histoire des empereurs romains de Marc-Aurèle à Gordien III (180 ap. J.-C. - 238 ap. J.-C.), traduit et commenté par Denis Roques, Paris, Les Belles Lettres, 1990.
- (DE)  Geschichte des Kaisertums nach Marc Aurel, mit Einleitung, Anmerkungen und Namenindex von Friedhelm L. Müller, Stuttgart, F. Steiner, 1996.